# Mircea Florin Șandru
Mircea Florin Șandru (n. 20 aprilie 1949, Făgăraș, Brașov, România – d. 14 iulie 2025) a fost un poet și  jurnalist român, membru al Uniunii Scriitorilor din România începând cu anul 1976.

## Biografia
Mircea Florin Șandru s-a născut într-o familie de învățători, la 20 aprilie 1949 în orașul Făgăraș, pe atunci reședința județului Făgăraș, azi municipiu în județul Brașov.

### Studii
Anii copilăriei și adolescenței i-a petrecut la Cârțișoara, localitate aflată pe atunci în raionul Făgăraș din regiunea Brașov. În perioada 1956-1963 a fost elev al Școlii generale Badea Cârțan din Cârțișoara. În anul 1967 a absolvit Liceul teoretic Ion Codru Drăgușanu din orașul Victoria, județul Brașov, pe care l-a frecventat între anii 1963-1967. Între anii 1967-1972 a urmat cursurile Specializării de electromecanică din cadrul Universității Transilvania din Brașov, absolvite cu diplomă de licență. 
În perioada 1972-1974 a fost student al Facultății de Filosofie a Universității București, dar nu a finalizat studiile. A urmat cursuri postuniversitare la Facultatea de Ziaristică din București, între anii 1984-1986. 
A beneficiat de burse de studiu în Statele Unite ale Americii, prin Fundația Friendship Ambassadors, în anul 1974 la Washington D.C., iar în 1977 la New York. 
A avut stagii de pregătire la Centrul de Cercetare și Analiză al Camerei Reprezentanților a Congresului SUA, în anul 1996 și, respectiv, la Institutul Național de Administrație, INA, din București, în anul 2003.

### Cariera
În anii facultății a fost fondator și redactor-șef al revistei studențești Sigma și președinte al cenaclului Liviu Rebreanu al studenților brașoveni. A lucrat, în intervalul 1972-1983, ca redactor la revistele Viața studențească și Amfiteatru, unde a fost coleg, pentru perioade de timp mai lungi sau mai scurte, cu scriitorii și jurnaliștii Ana Blandiana, Constanța Buzea, Tudor Octavian, Grigore Arbore, M.N. Rusu, Niculae Stoian, Dinu Flămând, Nicolae Dan Fruntelată, Ion Cristoiu, Cornel Nistorescu, Mihai Tatulici, Ioan Buduca, Ștefan Iureș, Sorin Roșca-Stănescu, Ion Segărceanu, Ioana Perneș Dănălache, Octavian Știreanu ș.a. 
Între anii 1983 și 1989 a fost publicist comentator și șef de departament la ziarul Scînteia tineretului, unde i-au fost colegi Carolina Ilica, Lucian Avramescu, Ion Cristoiu, Mihai Coman, Sorin Preda, Constantin Stan, Ștefan Mitroi, Areta Șandru, Eugen Mihăescu, Corneliu Ostahie, Nicolae Țone, Gabriela Hurezean, Gabriel Rusu, Victor Atanasiu, Constantin Sorescu, Laurențiu Cârstean ș.a. Începând cu 28 decembrie 1989, a fost, succesiv, redactor-șef adjunct, șef de departament, secretar general de redacție și, din nou, redactor șef-adjunct la ziarul Tineretul liber. În intervalul 1993 - 2009 a activat, în calitate de consilier parlamentar, la Serviciul pentru Presă, Relații Publice și Imagine al Senatului României, ani pe care i-a rememorat în volumul În centrul ciclonului, publicat în 2012, la Editura Eminescu. Din iunie 2009 colaborează, ca jurnalist freelancer, la mai multe publicații centrale. În noiembrie 1990 a fondat, împreună cu fiica poetului, Mitzura Arghezi, și un grup de scriitori, Editura Tudor Arghezi.
Ca jurnalist, a avut șansa să călătorească și să realizeze reportaje în țări precum India, Pakistan, China, Mongolia, Sri Lanka, Ghana, Côte d'Ivoire, Liberia, Statele Unite ale Americii, Canada și în majoritatea țărilor europene, notele sale de călătorie fiind publicate în România literară și în volumul Orașe suprapuse, apărut în 1986, la Editura Albatros. 
Student fiind, a publicat sporadic versuri în revistele Sigma, Viața studențească și Caiete de literatură (acestea din urmă editate de Asociația Scriitorilor din Brașov). Este remarcat, în mod deosebit de elogios, la Poșta redacției, în revista Luceafărul din 1 mai 1971, de poetul Cezar Baltag. 
Primul grupaj consistent de poeme, care constituie adevăratul său debut în presa literară, este găzduit de revista România literară din 1 februarie 1973, la rubrica Vă propunem un nou poet, girată de scriitorul Geo Dumitrescu. În 1973, a participat la concursul de debut al Editurii Eminescu și a obținut Premiul I, pentru volumul de versuri Elegie pentru puterea orașului, apărut în 1974.
Poemele sale au fost traduse în mai multe limbi: engleză, franceză, germană, italiană, suedeză, spaniolă, rusă, maghiară, greacă, cehă, sârbă, slovenă, bulgară și albaneză.
Centrul de Documentare și Informare din Cârțișoara, inaugurat în decembrie 2011 și accesibil tuturor membrilor comunității locale, poartă numele lui Mircea Florin Șandru. A fost distins cu Ordinul Meritul Cultural și cu Medalia Jubiliară a Senatului României.

## Volume publicate
- Elegie pentru puterea orașului (versuri), Editura Eminescu, 1974
- Luminile orașului (versuri), Editura Eminescu, 1975
- Melancolia (versuri), Editura Eminescu, 1977
- Flacăra de magneziu (versuri), Editura Eminescu, 1980
- Mașina de scris, (versuri), Editura Eminescu, 1981
- Trupuri pe ecranul de radar (versuri), Editura Cartea Românească, 1982
- Viața în infraroșu (versuri), Editura Eminescu, 1985
- Orașe suprapuse (note de călătorie), Editura Albatros, 1986
- În sala vastă – A nagy teremben (versuri), Editura Kriterion, București, 1988 (traducere în limba maghiară de Cseke Gábor)
- Pași pe acoperișul fierbinte (versuri, antologie de autor), Editura Eminescu, 1988
- Legătura de sânge (versuri), Editura Albatros, 1989
- Podul Grant (versuri), Editura Domino, 1992
- Colinele Paradisului (versuri pentru copii), Editura Domino, 1993
- Rugă pentru cei blânzi (versuri), Editura Domino, 1999
- O fiară desăvârșită (versuri), Editura Eminescu, 2001
- Miere neagră (versuri), Editura Arvin Graphics, 2002
- Îngerul pe gheața subțire (versuri), Editura Arvin Graphics, 2003
- O femeie second-hand (versuri), Editura Arvin Graphics, 2004
- Orbul la fereastră (versuri), Editura Arvin Press, 2006
- Fața ascunsă (versuri), Editura Eminescu, 2010
- Ca silabele unui mare pian (versuri), Editura Eminescu, 2011
- Unda de șoc (memorii și publicistică), Editura Eminescu, 2012
- În centrul ciclonului (memorii și publicistică), Editura Eminescu, 2012
- Tu ești cea mai frumoasă (versuri), Editura Eminescu, 2015
- Un palat de sticlă verde (versuri pentru copii), Editura Eminescu, 2015
- Caut un loc curat (versuri, antologie de autor), Editura Nomina, 2016
- Pescuitul miraculos (antologie de poezie românească și universală), Editura Semne, 2017
- Dumnezeu vine și pleacă (versuri, antologie de autor), Editura eLiteratura, 2017
- Cămașa fericitului (mică antologie de folclor), Editura Semne, 2017
- Baladă pentru Annemarie (versuri în luminosul stil clasic), Editura Semne, 2017
- Donna miraculata (o antologie a poeziei de dragoste), Editura Semne, 2017
- Umbra râului pe cer (o antologie de poezie românească), Editura Semne, 2018
- Păsări captive (versuri), Editura Semne, 2018
- Magia sunetului (poezie și euritmie - miniantologie de poezie românească), Editura Semne, 2018
- Crini în cenușa zilei (lirică feminină românească și universală), Editura Semne, 2019
- Curtea seniorilor- poeți de pe alte meridiane - Editura Semne, 2019
- Să mă întorc acasă (versuri, antologie de autor), Editura Semne, 2021
- Casă în cer (versuri), Editura Semne, 2022
- Flori sălbatice (versuri pentru copii), Editura Semne, 2022
- Mersul pe sârmă (versuri), Editura Semne, 2023,
- Schimbarea la față (versuri), Editura Semne,2024.
- Lumină dulce (versuri, antologie de autor), Editura David Art, 2025.

## Colaborări la reviste
De-a lungul timpului, Mircea Florin Șandru a colaborat cu grupaje de poezie și eseuri la următoarele publicații: „Actualitatea literară”, „Albina”, „Amfiteatru”, „Ante Portas”, „Argeș”, „Astra”, „Bucureștiul literar”, „Cervantes”, „Contrapunct”, „Convorbiri literare”, „Contrast literar”, „Cronica”, „Destine literare”, „Echinox”, „Facla literară”, „Flacăra”, „Gazeta Cărților”, „Hyperion”, „Leviathan”, „Literatorul”, „Luceafărul”, „Luceafărul de dimineață”, „Moldova literară”, „Monitorul de poezie” , „Nomen Artis”, „Nord literar”, „Noul literator”, „Orizont”, „Poezia”, „Ramuri”, „România literară”, „Sintagme literare”,  „Slast”, „Steaua”, „Sud”, „Transilvania”, „Tribuna”, „Viața Românească”, „Balkan Visions”, „Inostrannaia literatura”, „Literarni mesicnic”, „Romanian review”, „Rumanische Rundschau”, „Slovenske pohl'ady”, „Svetova literatura”, „Twórczość”, „Varlik”.

## Colaborări la volume colective
- Dacica, antologie de lirică românească, Editura Minerva, 1978 (alcătuită de Chirata Iorgoveanu-Dumitru);
- Antologia poeților tineri, Editura Cartea Românească, 1982 (alcătuită de George Alboiu);
- Romanian poems, Editura Eminescu, 1982 (selecție și traducere de Dan Duțescu);
- Orașul furnicar, Editura Minerva, 1982 (antologie realizată de Petre Stoica);
- 15 young Romanian poets: an anthology of verse, Editura Eminescu, 1982 (selecție și traducere de Liliana Ursu);
- Questions at the turn of the millennium, Editura Eminescu, 1984 (selecție și traducere de Corina Firuță);
- Jeunes poetes roumains, Editura Eminescu, 1984 (selecție și traducere de Dan Ion Nasta);
- Nu ucideți pasărea albă – antologie de poezie românească, Editura Eminescu, 1985 (selecție de George Chirilă);
- Eminescu în durata eternă, Editura Eminescu, 1989 (antologie alcătuită de George Mirea);
- Eminescu:un veac de nemurire, Editura Minerva, 1990 (antologie alcătuită de Victor Crăciun și Lucian Belcea);
- A 11-a poruncă, Editura Vama literară, 2012 (antologie alcătuită de Daniel Vorona);
- Sărutul, Editura Măiastra, 2015 (antologie coordonată de Elisabeta Gîlcescu);
- Roua dimineților senine, Editura Napoca Nova, 2016 (antologie coordonată de Voichița Pălăncean-Vereș).